# Johannes Tielrooy
Johannes Bernardus Tielrooy (Texel, 7 oktober 1886 - Amsterdam, 17 augustus 1953) was hoogleraar Franse Taal- en Letterkunde aan de Universiteit van Amsterdam en speelde vanaf 1915 als publicist een rol in het Nederlandse culturele leven.

## Leven
Tielrooy is geboren op Texel, maar opgegroeid in Amsterdam, alwaar hij na de driejarige HBS de tweejarige Openbare Handelsschool bezocht. Dit was een landelijk bekende school, gericht op de handel, en waar zeer veel aandacht aan de moderne talen (Nederlands, Frans, Duits en Engels) werd besteed. Een van Tielrooy's medeleerlingen hier was Willem Drees. In 1904 vertrok hij naar Parijs, voor hem de hoofdstad der wereld, om daar twee jaar bij een bank te werken. Zijn interesse voor het Frans en de Franse literatuur is in die periode gestimuleerd, onder andere door de colleges die hij er aan de Sorbonne volgde. Terug in Nederland werkte hij nog twee jaar bij een bank, behaalde eind 1909 het MO Staathuishoudkunde, en werd daarna leraar Staathuishoudkunde en Frans. In deze periode verwierf hij ook kennis van het Latijn en Grieks, en van 1912-1914 liep hij in Amsterdam college Frans bij Gustave Cohen. Tielrooy was toen voorzitter van de Cercle français de l'Université, een groep studenten die de Franse literatuur verder onder de aandracht wilde brengen. In 1914 behaalde hij de akte MO B Frans, waarna hij als leraar uitsluitend nog Frans gaf, eerst kortstondig aan de School voor Vocale en Dramatische kunst te Amsterdam, daarna gedurende vijf jaar in Alkmaar: aan de cadettenschool, en de HBS (1915-1919).
De eerste helft van 1920 reisde hij als correspondent voor de Telegraaf door Frankrijk (waar hij onder anderen Georges Duhamel en Henri Barbusse bezocht), Griekenland en Turkije. Na zijn terugkeer werd hij leraar in Haarlem (1920-1926). Gedurende deze jaren is hij gepromoveerd (1923) met een Franstalig proefschrift over de Nederlandse criticus Conrad Busken Huet. Ook bouwt hij in deze tijd zijn internationale contacten verder uit: in 1922 wordt hij voor het eerst uitgenodigd voor de "Décades de Pontigny". "Een internationale bijeenkomst van intellectuelen" is de titel van het artikel dat hij hieraan wijdt. Hij ontmoet hier Europese intellectuelen en vooraanstaande Franse schrijvers (meest behorend tot de groep van de Nouvelle Revue Française). In 1923 interviewt hij Henry de Montherlant; in 1925 heeft hij zijn eerste ontmoeting met Paul Valéry.
In mei 1926 vertrekt hij met vrouw en kind naar Nederlands-Indië om daar tot 1932 als leraar Frans actief te zijn. Hij heeft zich hier onder andere beziggehouden met de lokale schilderkunst; hij was redacteur van De Stuw ('Orgaan der Vereeniging tot bevordering van de maatschappelijke en staatkundige ontwikkeling van Nederlands-Indië'), en hij is hier begonnen met de voorbereiding voor zijn boek over Chateaubriand. Op zijn terugreis uit Nederlands-Indië, via Noord-Amerika, vond hij in een Canadees museum een nog onuitgegeven brief van Chateaubriand.
Na zijn terugkeer in Nederland was hij van 1932-1933 leraar aan het gymnasium te Haarlem, het jaar daarop aan het Barlaeus Gymnasium te Amsterdam (alwaar Willem Frederik Hermans een van zijn leerlingen was), waarna hij in 1934 aan het gymnasium te Zwolle is benoemd, en tegelijk privaatdocent aan de Universiteit van Leiden werd. Hij trad nu meer maatschappelijk op de voorgrond. Ten tijde van de Spaanse Burgeroorlog was hij lid van het comité "Hulp aan Spanje" (waarvan zijn collega-romanist Marius Valkhoff voorzitter was). Verder was hij een van de ondertekenaren van de beginselverklaring van het Comité van waakzaamheid. In 1938 werd hij benoemd tot buitengewoon hoogleraar Franse taal- en letterkunde aan de Universiteit van Amsterdam. Op 29 januari 1940 hield hij voor de Franse radio een rede, waarin hij verklaarde dat de Nederlandse regering misschien wel neutraal was, maar het Nederlandse volk niet; dat stond aan de kant van Engeland en Frankrijk. Hiermee had hij volgens de toenmalige minister van buitenlandse zaken, Van Kleffens, het Nederlandse aanzien in Duitsland grote schade berokkend. Op 30 januari 1942 is Tielrooy opgepakt, samen met 80 andere Amsterdammers, en de volgende dag naar het concentratiekamp Amersfoort getransporteerd, waar hij bijna drie maanden verbleef, samen met onder andere de historicus Jan Romein en de jurist Henk Hoetink.
Meteen na de oorlog werd Tielrooy weer aan de Universiteit van Amsterdam aangesteld, eerst als buitengewoon hoogleraar (7 mei 1945 - 8 mei 1946), daarna als gewoon hoogleraar Franse taal- en letterkunde. Hij was lid van de Eereraad voor de Letterkunde, de commissie die het gedrag van Nederlandse schrijvers in de oorlog moest beoordelen. Verder was hij betrokken bij de oprichting van het Humanistisch Verbond. Zijn standpunt hierbij was dat er voor Christenen geen plaats was in dit Humanistisch Verbond, omdat Christendom en Humanisme onverenigbaar zijn.
Volgens zijn leerling Sem Dresden heeft Tielrooy de laatste jaren van zijn leven lichamelijk en geestelijk geleden Ook Anthonie Donker rept van de verlichting voor zijn lijden die Tielrooy een half jaar voor zijn dood aan de Rivièra zocht.
Na zijn dood werd Tielrooy in de Figaro Littéraire van 12 Sep. 1953 herdacht door zijn vriend Georges Duhamel, onder de titel: Avec Johannes Tielrooy, la France perd un grand ami. Een vertaling van dit stuk werd geplaatst in Critisch bulletin (20e jaargang, september 1953), onder de titel: Georges Duhamel: Frankrijk verloor een groot vriend: Johannes Tielrooy.
Tielrooy was Officier de l'instruction publique (1939), Eredoctor aan de Universiteit van Straatsburg (1951) en Ridder in het Legioen van Eer (1949).

## Werk
Tielrooy publiceerde talloze artikelen in diverse tijdschriften en kranten, zoals De Gids, Critisch Bulletin, De Groene Amsterdammer (hier redigeerde hij jarenlang de rubriek Nieuwe Fransche Boeken), De Stem, NRC en was redacteur van Elseviers Maandschrift en van Apollo. Maandschrift voor literatuur en beeldende kunsten. Een deel van deze artikelen is later gebundeld.
Begonnen als publicist, is Tielrooy zich bijna altijd tot een groot publiek blijven richten. Sem Dresden wijst erop dat er bij Tielrooy geen verschil bestond tussen de hoogleraar en de mens: er was geen scheiding tussen de onderwerpen waarmee hij zich als hoogleraar "objectief en wetenschappelijk" bezighield, en hetgeen hem als mens bezighield.
Hij trad dus niet zozeer naar buiten als vakspecialist, maar als een geëngageerde, en goed ingevoerde lezer. Hij zegt zelf dat hij altijd de behoefte heeft gehad zich er in belangrijke strijdvragen rekenschap van te geven, waar hij zelf stond. Dit verklaart het persoonlijke van veel van zijn stukken. Al komen zijn waardeoordelen niet altijd overeen met die van het nageslacht, Tielrooy's werk blijft een uitstekende gids voor de Franse literatuur van voor de Tweede Wereldoorlog. Hij laat niet alleen zijn persoonlijke voorkeuren spreken, maar beargumenteert deze ook. Men leest bij hem de reacties van een tijdgenoot, die zegt dat hij veel te danken heeft aan de Franse literatuur: hun literatuur, die mij zoveel genot en leering verschaft heeft.
Naast zijn korte stukken heeft Tielrooy ook enkele biografieën geschreven. Voor hem dient een schrijversbiografie een 'schets' te zijn, die uitsluitend als functie heeft de werken van een schrijver te verhelderen. Vandaar zijn eigen korte, schetsmatige biografieën van Renan, Chateaubriand en Racine. Ook hier speelt het persoonlijke element weer een rol: zoals hij zelf aangaf is zijn biografie van Chateaubriand voortgekomen uit zijn behoefte om weer eens in intiem contact te staan met een romantische ziel. Daarnaast speelde mee dat hij niet tevreden was met de bestaande biografieën. Alleen zijn vroege werk over de, toen nog in leven zijnde, Maurice Barrès wijkt enigszins af van dit stramien: Tielrooy gaat vrij gedetailleerd in op het als 'moeilijk' bekendstaande werk van  Barrès, wellicht om deze schrijver zo toegankelijker te maken voor een groot publiek.
Men heeft Tielrooy als humanist gekwalificeerd: Wat hij schreef getuigt van een grote geestelijke levenslust en genegen belangstelling voor de mens in al zijn uitingen, van een waar humanisme kortom.. Ook uit zijn eigen lezing Humanisme en Godsdienst uit 1946 blijkt zijn voorkeur voor dit humanisme. Hij wilde ook niet primair als vakman gezien worden: Ik bracht altijd de werken en figuren uit Frankrijk die ik aan een oordeel onderwierp, met algemeen menselijke en daardoor ook met mijn persoonlijke gevoelens en ideeën in verband.
Tielrooy's literaire voorkeuren kunnen ook uit dit humanisme verklaard worden. Zo luidt de titel van zijn biografie over Renan: Ernest Renan. Een groot humanist. Hij voelde zich zeer  verwant met deze Ernest Renan, de seminarist die na lang aarzelen en studeren met het Christelijk geloof brak. Voor Tielrooy was hij de heilige der vrije gedachte.
Grote bewondering koesterde hij ook voor Anatole France: ... zeker den grootsten nu levenden schrijver, een figuur die in betekenis Voltaire evenaart, en die artistiek hooger staat dan Voltaire....
Van Maurice Barrès bewonderde hij de stijl, en hij achtte hem hoog - zonder zijn politieke opvattingen te delen - vanwege het feit dat hij een keuze had gemaakt: Wie na moeilijken, innerlijken strijd een zekerheid wint, welke het dan ook zij, is alleen daarom reeds even verdienstelijk als gelukkig.
Dit belang van het maken van een keuze belicht hij ook elders: Het is tot zekere hoogte verdedigbaar, om alles tegelijk te voelen, velerlei denkwijzen te begrijpen, en zelfs enigszins te delen ( ... ) maar het maakt u onduidelijk en onbetrouwbaar. ( ... ) slechts de duidelijken zijn van waarde. ( ... ) Wie door de dilettantische faze gegaan is, weet dat weinig dingen zo moeilijk zijn als kiezen, maar tevens weet hij dat hij, om iets en niet alles tegelijk, dat is niets te zijn, tenslotte toch heeft moeten kiezen. Hij heeft er ook een apart artikel aan gewijd met de titel: Het gebod der keuze

## Plaats binnen het culturele leven
Tielrooy is door de invloedrijke Ter Braak en Du Perron afgedaan als een schoolmeester, hetgeen afbreuk heeft gedaan aan zijn reputatie. Ook later is aan het werk van critici als Tielrooy weinig aandacht besteed: vermoedelijk is hun gebrek aan literair prestige daar debet aan. De literatuurgeschiedenis richt zich vooral op de literaire voorhoede, ook al was het bereik daarvan, op het gebied van de literatuurkritiek, veelal kleiner dan dat van andere critici. In het geval van Tierooy dient men echter zijn redacteurschappen en zijn contacten met talloze Nederlandse kunstenaars niet uit het oog te verliezen. Verder bekleedde hij het secretariaat van het Nederlandse P.E.N.-centrum, evenals dat van het Vincent van Gogh-genootschap. In concreto kan men ook denken aan zijn rol bij het bekendmaken van het werk van Paul Valéry in Nederland. Zelf zag Tielrooy zich als literair bruggenbouwer tussen Frankrijk en Nederland. Hij was het ook die gevraagd werd een geschiedenis van de Nederlandse literatuur te schrijven voor een Frans publiek (en niet Du Perron). Bij internationale herdenkingen in Frankrijk, bijvoorbeeld die van Honoré de Balzac, werd Tielrooy gevraagd als vertegenwoordiger van Nederland.

## Nageslacht
Tielrooy's dochter Henriëtte (Jetty), die ook Frans gestudeerd heeft en werk van Ionesco vertaalde, trouwde in 1949 met Ben Albach; een van hun dochters is Hester Albach, schrijfster van onder andere het boek over André Bretons Nadja.

## Publicaties
- 1918: Maurice Barrès.
- 1922: Anatole France, Pages choisies. Annotations J.B. Tielrooy. (Deel I uit de serie Les maîtres du livre français)
- 1922: A. de Musset; On ne badine pas avec l`amour. Il ne faut jurer de rien. Annotations J.B. Tielrooy. (Deel II uit de serie Les maîtres du livre français)
- 1923: Un grand écrivain hollandais, ami de la France: Conrad Busken Huet et la littérature française: essai de biographie intellectuelle. Proefschrift over Busken Huets kennis en waardering van de Franse literatuur.
- 1924: Quelques contes : Flaubert, Philippe, Duhamel, Romains. Annotations J.B. Tielrooy. (Deel III uit de serie Les maîtres du livre français)
- 1924: Ernest Renan: Souvenirs d'enfance ; Prière sur l'Acropole. Annotations J.B. Tielrooy. (Deel IV uit de serie Les maîtres du livre français)
- 1924: De Fransche literatuur sinds 1880.
- 1928: Fransche literatuur van onze dagen. Studies en Karakteristieken. Deel I.
- 1934: Déterminisme et personnalité en histoire littéraire. Academische rede bij het aanvaarden van zijn privaat-docentschap te Leiden. (Tekst opgenomen in Verkenningen in het land der literatuur.)
- 1936: Fransche litteratuur van onze dagen. Studies en Karakteristieken. Deel II.
- 1936: Chateaubriand. Een groot romanticus. Zijn leven en zijn werken.
- 1938: Van "L'art pour l'art" tot "poésie pure". Inauguerele rede, uitgesproken bij de aanvaarding van zijn hoogleraarschap te Amsterdam. (Tekst opgenomen in Verkenningen in het land der literatuur.)
- 1938: Panorama de la littérature hollandaise contemporaine.. Voor een Frans publiek bestemd overzicht van de recente Nederlandse letteren.
- 1941: Fransche levenslessen. De tegenwoordige literatuur van Frankrijk en haar strekkingen.
- 1941: De levende gedachten van Maeterlinck. Belicht door Johannes Tielrooy; keus en vert. door Helena C. Pos, met medew. van den inleider. (Deze inleiding is later opgenomen in Verkenningen in het land der literatuur.)
- 1945: Wat is een natie?. Vertaling van Ernest Renans lezing uit 1882 Qu'est‐ce qu'une Nation?.
- 1946: Humanisme en Godsdienst. Lezing gehouden op zondag 2 december 1945 te Amsterdam. (Tekst afzonderlijk gepubliceerd, en later opgenomen in Beschouwingen en Fantasieën. Een eerdere versie van deze tekst was al in 1934 verschenen in De Nieuwe Gids.)
- 1946: Beschouwingen en Fantasieën.
- 1948: Ernest Renan; een groot humanist, zijn leven en werken. Franse vertaling: Ernest Renan, sa vie et ses oeuvres. Traduit du hollandais par Louis Laurent. Préface de René Lalou, 1958.
- 1951: Jean Racine. Leven en werk.
- 1954: Verkenningen in het land der literatuur. Postuum uitgegeven verzameling artikelen, geselecteerd door Tielrooy's weduwe, met voorwoorden van Sem Dresden, Anthonie Donker en Victor van Vriesland.
- 1955: De vijftien huwelijkse vreugden, door een ongenoemd Frans schrijver uit de vijftiende eeuw. Postuum uitgegeven vertaling (met inleiding) van het anonieme geschrift "Les quinze joyes de mariage".

Tielrooy heeft lang een dagboek bijgehouden, dit is nooit uitgegeven.